# Cinca
Cinca, Cynga (w Aragonii: Zinca) – rzeka w północno-wschodniej Hiszpanii. Jej źródło bije z Circo de Pineta. Jej długość wynosi 170 km.
Jest to dopływ rzeki Segre.

## Historia
Wykopaliska wskazują, że w pierwszej epoce żelaza ludzie używali rzeki głównie do przemieszczania się. Nazwę rzeki wymyślił Juliusz Cezar w czasie wyprawy wojennej.